# Carlo Scalzi
Pour les articles homonymes, voir Scalzi.
Carlo degli Scalzi (vers 1700 - après 1738) est un castrat italien dont la carrière se déroula dans les grands opéras en Italie à partir de 1718 jusqu'en 1738. Il a également été entendu à Londres en 1733-1734 où il a notamment créé le rôle d'Alceste dans la première mondiale d'Arianna in Creta pour Haendel. 
Le librettiste Métastase a décrit Scalzi comme un « très unique (sic), chanteur » et a comparé sa voix à celle du célèbre castrat Farinelli.

## La vie et la carrière
Rien n'est connu de la jeunesse de Scalzi et même l'année exacte de sa naissance est inconnue. La première mention précise de ce chanteur date de 1718-1719 pour une série de représentations d'opéras d'Alessandro Scarlatti à Rome. De 1719 à 1722 il s'est produit à Venise, dans des opéras de Giuseppe Maria Orlandini, Carlo Francesco Pollarolo et Giovanni Porta. Il a également chanté à Reggio d'Émilie et Modène en 1720.
En 1722 Scalzi a de nouveau chanté à Rome, et en 1722-1723, également à Gênes. Il a ensuite chanté à Florence (1723 et 1729), Milan (1724), Venise (1724-1725) et Parme (1725). Il a eu beaucoup de succès à Naples en 1726-1727 et 1730 dans les opéras de Johann Adolf Hasse, Nicola Porpora, et Leonardo Vinci. Il a créé des rôles dans deux premières au Teatro San Bartolomeo en 1726  : Sesostrate dans Miride e Damari (Hasse) le 13 mai 1726 et Ricimero dans L'Ernelinda (Vinci) le 4 novembre 1726. En 1728-1729 et 1731-1732, il est à nouveau à Rome où il chante lors de la création deux opéras de Vinci : La Semiramide riconosciuta le 6 février 1729 dans le rôle de Mirteo et Artaserse le 4 février 1730, dans le rôle de Megacle. On le retrouve à Gênes en 1733 pour d'autres spectacles.
En 1733-1734 Scalzi est employé par Haendel dans sa troupe au King's Theatre de Londres. Pour lui, le compositeur a modifié l'étendue des airs de certains de ses précédents opéras, ainsi pour les reprises de Ottone (novembre 1733, Adalberto), Sosarme (avril 1734, Argone), Acis and Galatea (mai 1734, Dorindo), et Il pastor fido (mai 1734, Silvio). Le 26 janvier 1734, il a créé le rôle d'Alceste dans la première d'Arianna in Creta. Le 13 mars 1734, il a joué le rôle d'Orphée dans la première de la serenata Il Parnasso in festa à l'occasion du mariage de la Princesse Anne avec Guillaume IV, Prince d'Orange. Bien  que Haendel ait grandement apprécié les talents de chanteur de Scalzi, les Anglais ne l'ont pas reçu avec le même enthousiasme qu'en Italie.
En 1734 Scalzi retourna en Italie. Ses dernières prestations ont été dans des opéras de Hasse et de Porpora à Venise en 1737-1738. Après cela,  on perd totalement sa trace et la fin de sa carrière et de sa vie est inconnue.